# 馬馬薩帕諾衝突

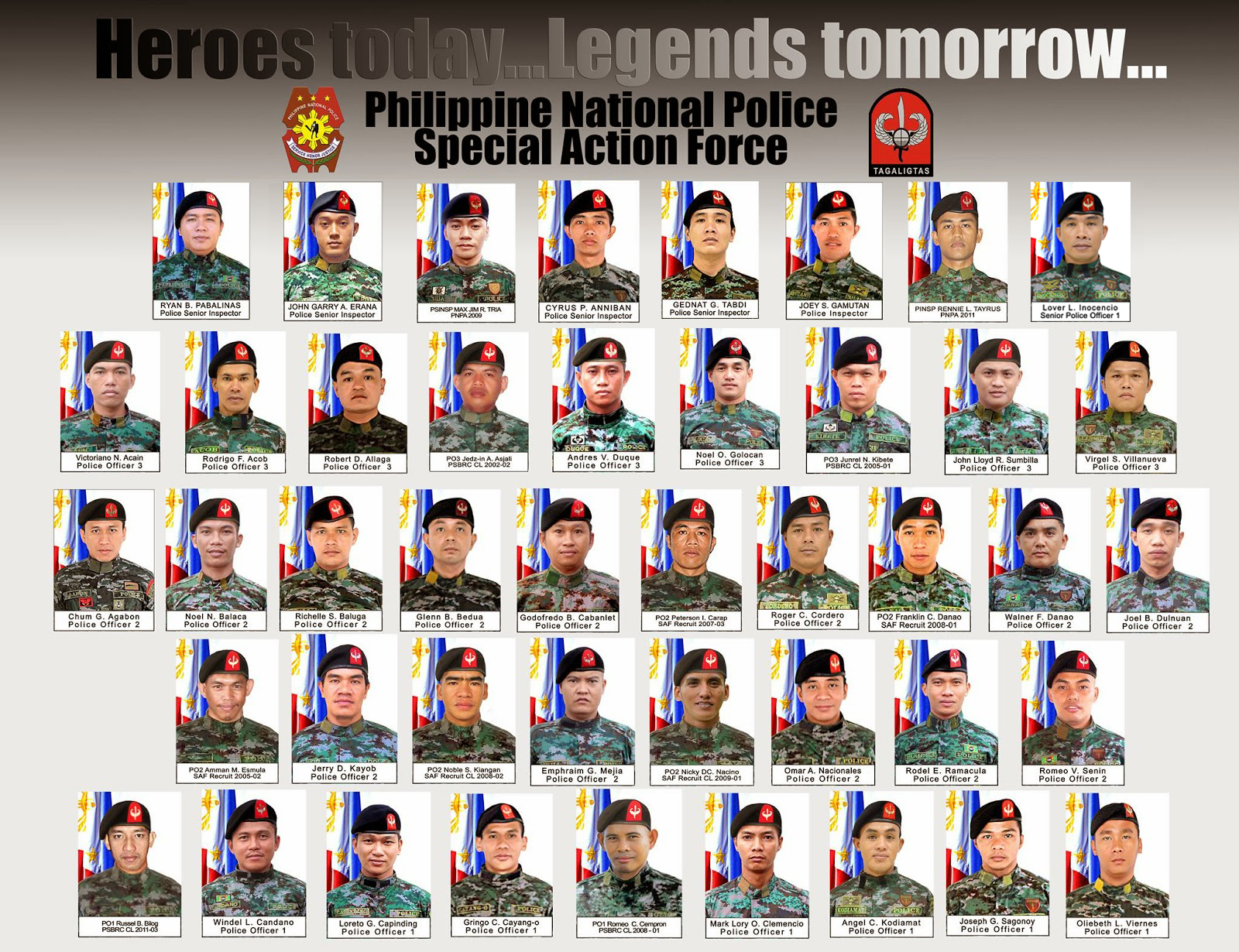
44名殉職的特別行動部隊人員。

馬馬薩帕諾衝突於2015年1月25日在菲律賓棉蘭老穆斯林自治區馬京達瑙省馬馬薩帕諾圖坎納利寶村發生，以一次由菲律賓國家警察特別行動部隊392名特種警察人員進行名為「Oplan Exodus」的執法行動為開端，其後與逾千名邦薩摩洛伊斯蘭自由戰士和摩洛伊斯蘭解放陣線成员爆發嚴重流血衝突，造成14名特種警察人員受傷、44名殉職，為菲律賓歷史上官方特種人員殉職人數最高的事件。而後兩者則分別被確認有5人和聲稱有18人死亡，另外由邦薩摩洛伊斯蘭自由戰士保護下匿藏在棉蘭老島、馬來西亞聖戰組織懷疑領袖、回教祈禱團核心成員及被美國聯邦調查局列為最高級別通緝恐怖分子的Zulkifli Abdhir在警察行動中被擊斃。此外，莫洛人發言人聲稱至少3名平民受傷、7名死亡。
由於事件結果嚴重，事件受到菲律賓社會高度關注，菲律賓傳媒連日大篇幅地報道。而隨著後續的調查報告披露更多資料顯示，菲律賓總統阿基諾三世不論對事件的參與方式乃至後續對事件的處理，同樣備受猛烈抨擊；除了引起政治風波，同時激起民憤，坊間出現要求菲律賓總統阿基諾三世下台的聲音，為其帶來上任菲律賓總統5年以來最大政治危機。

## 經過
2015年1月25日凌晨，392名來自菲律賓國家警察的國家級特種警察部隊──特別行動部隊，潛入馬京達瑙省被叛軍所佔據的地方，緝拿由邦薩摩洛伊斯蘭自由戰士保護下匿藏在棉蘭老島、馬來西亞聖戰組織懷疑領袖、回教祈禱團核心成員及被美國聯邦調查局列為最高級別通緝恐怖分子的Zulkifli Abdhir和菲律賓爆炸品專家巴西特‧奧斯曼。行動期間，特別行動部隊在Zulkifli Abdhir所匿藏的草屋發動槍戰及成功將其擊斃。特別行動部隊人員原來欲將其屍體運走，惟瞬間遭到包圍反攻而被逼撤退，人員唯有將其右手一隻手指頭切下作為去氧核糖核酸用途，並且法證攝影（其中被直接運輸往美國聯邦調查局）。然而，特別行動部隊對有關地形不熟悉，撤退期間無法尋找一條明確的路徑而遭遇埋伏夾擊，造成14名特種警察人員受傷（其中至少4名被疑犯從近距離向頭部射擊）、44名殉職，為菲律賓歷史上官方特種人員殉職人數最高的事件。

## 事後
特別行動部隊指揮官納皮納斯於事件後被停職，他透露是次執法行動為菲律賓國家警察總長阿蘭‧普里西馬的項目，於2014年11月批准此計劃。他又表示，阿蘭‧普里西馬於行動前數小時曾經致電他，要求他在行動開始前不要通報菲律賓國家警察的高層人員。後者則於採訪時承認自己提供了有關於恐怖分子的藏身之所，惟否認有直接指揮過警察的行動。對於是次行動的策劃及進行，菲律賓內政和地方政府部長曼努埃爾‧羅哈斯和署任菲律賓國家警察總長萊昂納多‧埃斯皮納事先毫不知情。後者表示，在特種警察人員與武裝份子交火時，自己方才獲得通報。而菲律賓武裝部隊總參謀長卡塔潘則表示，駐守在行動所涉及的地區的軍事指揮官事先沒有獲得任何通報，至交火數小時後，軍隊才成功與特別行動部隊建立聯繫，故此未能夠及時增援。
2015年2月6日，菲律賓總統阿基諾三世在電視台的現場直播中宣布接受了菲律賓國家警察總長阿蘭‧普里西馬的辭呈。

### 葬禮及追思會
2015年1月29日，殉職特種警察人員的遺體被運返位菲律賓空軍位於馬尼拉的軍事基地，不過原定參與迎靈的菲律賓總統阿基諾三世未有出現，卻被發現列席在三菱汽車車廠的啟用典禮，備受菲律賓人批評。翌日，菲律賓國家警察假特別行動部隊總部為殉職特種警察人員舉辦葬禮及追思會，原定於早上10時舉行，不過負責頒授追加勳章的阿基諾三世則遲到約半小時才抵達，部份殉職人員家屬與阿基諾三世無交流，另外至少兩名殉職人員家屬拒絕由阿基諾三世所頒贈的勳章。

### 調查
於菲律賓國家警察調查委員會公開調查報告前數日，阿基諾三世表示他於行動展開前兩周接獲另外一份計劃書，惟署任菲律賓國家警察總長埃斯皮納偏離了計劃，故此需要為此宗事件所造成的後果負責。同年3月13日，菲律賓國家警察調查委員會發表一份根據約300名證人、警務人員和軍人在宣誓後所提供的證供所寫成的調查報告揭露，有關的「Oplan Exodus」執法行動乃由菲律賓總統阿基諾三世批准及指揮，並且由其好友（兩人關係密切。於1987年，阿基諾三世之母親、已故阿基諾夫人遭遇政變，而當時阿基諾三世中槍，他因此與普里西馬相識。2015年3月6日在電視台的現場直播中，阿基諾三世表示他與普里西馬為多年好友，同意他辭職讓他自己感到痛苦。）、因為涉嫌貪污而被停職的菲律賓國家警察總長阿蘭‧普里西馬執行。阿基諾三世又繞過全國警察的正常及既定指揮系統，故意沒有將此行動計劃通知當時正在署任菲律賓國家警察總長的埃斯皮納及菲律賓內政部長羅哈斯，而是直接由他本人、普里西馬和特別行動部隊指揮官納皮納斯處理。
此外，調查報告披露美國軍隊在是次行動中投入了相當大的投資，包括提供設備、提供情報及擔任訓練角色，並且監督了是次行動，不過沒有參與戰鬥。此外，在行動期間，3名美國軍人進入菲律賓國家警察的指揮中心後一度發生爭執，「其中一名美國人命令菲律賓軍官埃德蒙多·潘希利南下達開火命令，但是埃德蒙多·潘希利南拒絕及告訴他（美國人）：『不要對我指手畫腳，在這裡我是指揮官。』」
對於特別行動部隊在執法行動中的表現，調查報告形容為「災難性行動」，猛烈抨擊地面指揮官納皮納斯對其設計的作戰計劃過分樂觀，措施無效而未能夠有效果地保護在地面作戰的特別行動部隊，「從一開始就存在缺陷」。調查報告指出，行動期間特種警察人員的無線電通話機電池失效，彈藥又存有問題，特種警察人員暴露在敵人的火線下，而位於罪案現場附近的菲律賓軍營相關單位可以出動軍事飛機及砲彈，卻沒有獲得有關執法行動的詳細信息而無法拯救特種警察人員。

### 控訴
2015年3月4日，兩名分別為前議員的阿達沙律師和報紙專欄家赫爾曼律師向監察專員公署提交一份厚6頁的控訴書，指控菲律賓總統阿基諾三世、總統和平進程顧問特莉西塔．德雷斯、菲律賓政府首席談判代表米麗亞姆．費勒、菲律賓參議院議長德里隆、菲律賓眾議院議長貝爾蒙特和3名莫洛伊斯蘭解放陣線頭目。控訴書指控阿基諾三世和官員們涉嫌干犯叛國罪，及應該為44名人員的殉職承擔全部責任。除了指控菲律賓政府反恐怖主義不力，亦指控阿基諾三世和其同僚推動與叛軍和談，同莫洛伊斯蘭解放陣線達成一份新和平協定，將部份菲律賓國土拱手相讓。此外，控訴書亦指責菲律賓政府撥給予莫洛伊斯蘭解放陣線500萬披索（約11萬3千5百美元），為送予恐怖分子的軍事援助。
翌日，菲律賓政府新聞部長表示，有關指控沒有任何實質基礎。一些參議員亦形容該叛國罪指控毫無根據，阿基諾三世是在推動同莫洛伊斯蘭解放陣線的和解進程。而菲律賓政府發言人則表示，支付500萬披索乃是為了履行阿羅約夫人時代的菲律賓政府於2007年所作出的承諾。

## 反應

### 叛軍
在衝突中率領部下與警察駁火的叛軍領袖穆拉德於同年3月13日在棉蘭老島表示，他們將會於下周完成自身的調查。他指責該次衝突明顯地違反了停火協議，他們將會把調查結果告知由馬來西亞所領導的停火監督團。穆拉德續稱，「警察仍然認為我們是敵對部隊而非和平夥伴，他們攻擊我們的社區，我們被逼保護我們的人民與土地。」

### 新愛國聯盟
菲律賓民間團體新愛國聯盟於2015年2月16日發表聲明，指出美國政府指揮菲律賓國家警察是公然干涉菲律賓政府的內政，美國政府的做法不僅無視菲律賓的國家利益，亦導致菲律賓人喪命；鑒於美國在馬馬薩帕諾鎮衝突中所扮演的角色，美國駐菲大使哥爾德貝格應當被驅逐出境。秘書長雷耶斯表示，美國聯邦調查局早在菲律賓桑托斯將軍城等着對疑犯的身體組織樣本進行鑑定，菲律賓國家警察開展行動依據的情報就是來自美國安插在反政府武裝組織內部的線人，以及美國軍隊的無人機和衞星偵查。雷耶斯認為，美國在馬馬薩帕諾鎮衝突中的所作所為不可接受，應該被追究責任；而菲律賓國會則應該對美國在此次行動中的角色公開調查，因為公眾需要答案。雷耶斯亦嚴辭斥責菲律賓總統阿基諾三世對美國唯令是從及放棄國家利益，應該為此事件負責而下台。

## 爭議

### 行動
菲律賓輿論責難菲律賓政府的反恐怖主義任務策劃及協調均不當，因而導致悲劇後果。軍營就在罪案現場附近，卻未能夠馳援，署任菲律賓國家警察總長和菲律賓內政部長事前對此秘密任務亦不知情，對於何人下達命令迄今不明。此外，菲律賓總統阿基諾三世批准有關的「Oplan Exodus」執法行動因為涉嫌貪污而被停職的菲律賓國家警察總長阿蘭‧普里西馬執行，此舉亦成為公眾疑問。

### 阿基諾三世
馬馬薩帕諾衝突除了引起政治風波，同時激起民憤，坊間出現要求菲律賓總統阿基諾三世下台的聲音，為其帶來上任菲律賓總統5年以來最大政治危機。左翼組織「五一」勞工運動於同年3月4日要求阿基諾三世對44名人員的殉職承擔責任，呼籲他立即引咎辭職。此外，菲律賓土著居民亦加入聯合抗議，要求阿基諾三世下台。至2015年3月，阿基諾三世的支持率跌至38%，創下其於2010年上台以來新低，也是首次低於50%。